# Нанумеа
Нанумеа (на английски: Nanumea) е коралов атол от северозападната група острови на тихоокеанската държава Тувалу.
Административно-териториална единица (островен съвет) на държавата Тувалу. Населението по данни от 2002 г. е 664 души (305 мъже, 359 жени в 128 домакинства).
Според легендите първите жители на острова са две жени – Пай и Вау, но мъж с име Тефолаха заграбил от тях атола. Нанумеаните по този повод честват християнския празник Пати, името е абревиатура на фраза, означаваща "денят на „Тефолах и Иисус"“.
Атолът се състои от 6 острова:
- Нанумеа (най-големият от островите на атола)
- Лакена (на английски: Lakena)
- Темотуфолики (на английски: Temotufoliki)
- Лефогаки (на английски: Lefogaki)
- Театуа а Таепоа (на английски: Teatua a Taepoa)
- още един или няколко безименни острови.

Дължината на най-големия от островите е около 3 км. На него е разположен единствения населен пункт на атола – селцето Лолуа (на английски: Lolua). Втория по големина остров — Лакена (на английски: Lakena) също е населен.